# The Best of Rod Stewart
The Best of Rod Stewart drugi album kompilacyjny angielskiego piosenkarza rockowego Roda Stewarta. Wydany w 1976 przez wytwórnie Mercury Records. Album był ostatnim wspólnym projektem  przed zmianą wytwórni płytowej przez wokalistę na  Warner Bros. oraz przeprowadzką do Stanów Zjednoczonych. Obejmuje on utwory ze wszystkich jego albumów, oraz niektóre non-album single z tego okresu.

## Informacje o albumie
The Best of Rod Stewart został pierwotnie wydany jako podwójny album, a następnie na płycie CD w 1998 roku który zawiera wszystkie 18 utworów na jednej płycie.Oryginalne zestawienie osiągnęło # 18 w Wielkiej Brytanii, ale tylko # 19 na listach przebojów.

## Lista Utworów
1. “Maggie May” (wcześniej wydany na albumie Every Picture Tells a Story) – 5:14
2. “Cut Across Shorty” (wcześniej wydany na albumie Gasoline Alley) – 6:30
3. “An Old Raincoat Won't Ever Let You Down” (wcześniej wydany na albumie An Old Raincoat Won't Ever Let You Down) – 3:04
4. “(I Know) I'm Losing You” (wcześniej wydany na albumie Every Picture Tells a Story) – 5:21
5. “Handbags and Gladrags” (wcześniej wydany na albumie An Old Raincoat Won't Ever Let You Down) – 4:24
6. “It's All Over Now” (wcześniej wydany na albumie Gasoline Alley) – 3:35
7. “Street Fighting Man” (wcześniej wydany na albumie An Old Raincoat Won't Ever Let You Down) – 5:05
8. “Gasoline Alley” (wcześniej wydany na albumie Gasoline Alley) – 4:02
9. “Every Picture Tells a Story” (wcześniej wydany na albumie Every Picture Tells a Story) – 5:57
10. “What's Made Milwaukee Famous (Has Made a Loser Out of Me)” – 2:51
11. “Oh! No Not My Baby” (wcześniej wydany jako non-album singiel) – 3:38
12. “Jodie” – 3:09
13. “You Wear It Well” (wcześniej wydany na albumieNever a Dull Moment) – 4:22
14. “Let Me Be Your Car” (wcześniej wydany na albumie Smiler) – 4:57
15. “Pinball Wizard” (wcześniej wydany na albumie Sing It Again Rod) – 3:10
16. “Sailor” (wcześniej wydany na albumie Smiler) – 3:34
17. “Angel” (wcześniej wydany na albumie Never a Dull Moment) – 4:03
18. “Mine for Me” (wcześniej wydany na albumie Smiler) – 4:00